# اس‌اس ابسینیا (۱۹۰۰)
اس‌اس ابسینیا (۱۹۰۰) (به انگلیسی: SS Abessinia (1900)) یک کشتی بود.